# Rocío Miranda
Rocío del Pilar Miranda Illescas (Lima, 28 de enero de 1987) es una ex-voleibolista y modelo peruana. Jugaba en el club deportivo Universitario de Deportes. 
Actualmente se desempeña como presentadora de televisión en los programas Buenos días, Perú y Préndete de Panamericana Televisión.

## Trayectoria
Formada en la AELU desde que tenía 10 años.
En el 2007 forma parte de la plantilla del Club Sporting Cristal Vóley.
En el 2009 fue contratada por Universitario de Deportes, siendo hincha de la crema y capitana. A pesar de las críticas de la organización interina, logró el ascenso a la Liga Nacional Superior de Voleibol del Perú. Se retiró en 2011 y tuvo una reaparición en 2016.
En 2013, fue conductora del programa televisivo Deporte joven, junto al actor Sasha Kapsunov.
En marzo del 2015, asume el rol como la  azafata del equipo verde en El último pasajero por Latina Televisión. Alterna su labor deportiva con la del modelaje en televisión.
Tras su retiro con el club, conduce un programa de salsa y cumbia por la emisora Radio Unión y su propio programa web Vida divina: el magacín. En 2018 regresó brevemente a Universitario en un nuevo intento de ascenso al club.
En 2023 asumió la conducción del magacín Préndete en Panamericana Televisión.

## Clubes
| Club                      | País | Año         |
| ------------------------- | ---- | ----------- |
| Sporting Cristal          | Perú | 2007 - 2009 |
| Universitario de Deportes | Perú | 2009 - 2010 |
| Divino Maestro            | Perú | 2012 - 2013 |
| Universitario de Deportes | Perú | 2015 - 2016 |

## Vida personal
Está casada con el empresario automotriz Anthony Pazos y tiene un hijo, Alonso Gabriel. En 2022 anunció que abandonará el modelaje para enfocar en el activismo de su hijo, diagnosticado con trastorno del espectro autista; a la par, anunció su participación para el segmento de telerrealidad de ayuda social Esto es bacán.